# Białe (obwód witebski)
Białe (biał. Белае; ros. Белое) – wieś na Białorusi, w obwodzie witebskim, w rejonie postawskim, w sielsowiecie Woropajewo.

## Historia
W czasach zaborów w powiecie dzisieńskim, w guberni wileńskiej Imperium Rosyjskiego.
W dwudziestoleciu międzywojennym wieś i folwark leżał w Polsce, w województwie wileńskim, w powiecie duniłowickim, od 1926 w powiecie dziśnieńskim, w gminie Postawy, a następnie w gminie Woropajewo.
Według Powszechnego Spisu Ludności z 1921 roku zamieszkiwało:
- wieś – 27 osób, 8 były wyznania rzymskokatolickiego a 19 prawosławnego. Jednocześnie wszyscy mieszkańcy zadeklarowali białoruską przynależność narodową. Było tu 5 budynków mieszkalnych[3]. W 1931 w 6 domach zamieszkiwało 26 osób[4].
- folwark  – 20 osób, 17 było wyznania rzymskokatolickiego a 3 prawosławnego. Jednocześnie 17 mieszkańców zadeklarowało polską a 3 białoruską przynależność narodową. Były tu 3 budynki mieszkalne[3]. W 1931 w 15 domach zamieszkiwało 78 osób[4].

Wierni należeli do parafii rzymskokatolickiej w Duniłowiczach i prawosławnej w Ożunach. Miejscowość podlegała pod Sąd Grodzki w Postawach i Okręgowy w Wilnie; właściwy urząd pocztowy mieścił się w Woropajewie.
Po agresji ZSRR na Polskę w 1939 roku wieś znalazła się w granicach BSRR. W latach 1941–1944 była pod okupacją niemiecką. Następnie leżała w BSRR. Od 1991 roku w Republice Białorusi.